# 顧養謙
顧養謙（1537年—1604年），字益卿，號沖庵，直隸通州（今江蘇南通）人，明朝政治人物，進士出身。

## 生平
嘉靖三十七年（1558年）戊午科應天府鄉試第一百三名，后參加乙丑科會試第一百二十七名。嘉靖四十四年（1565年）登進士第二甲第四十四名。工部观政，本年十月授戶部主事，隆慶三年（1569年）二月升员外，四月升郎中。編審京商，因觸犯尚書劉體，同年七月轉調福建僉事。六年十月升任廣東左參議，以平岭东功，万历元年（1573年）八月加升副使，照旧。五年十一月调补雲南僉事，八年十二月升浙江右參議。十年十二月升山东副使，十一年正月奏留，管杭严道，十月调任山西蓟州兵备道。十三年（1585年）六月，升右佥都御史、巡抚辽东。十四年五月升為右副都御史、照旧巡抚。
萬曆十三年（1585年）徵召沈有容為部下，俾練火器，有戰功。十七年七月升官至南京户部右侍郎、总督粮储，以母逝南歸。
萬曆二十年（1592年）八月，起为兵部右侍郎，刻期到任。二十一年（1593年）正月，升本部左侍郎兼都察院右副都御史、总督蓟辽保定军务，當時宋應昌、李如松在朝鮮戰場與日人豐臣秀吉大軍形成相持。顾养谦上疏力主从朝鲜撤兵，神宗批准。顾养谦代替宋应昌赴朝料理撤兵事宜，蓟镇防务暂令顺天巡抚代管。顾养谦闻知关白（豐臣秀吉）降表已到，即派人前往小西行长营中讨论日本从朝鲜撤兵事宜。顧養謙希承石星意旨，擬封關白平秀吉為日本國王，藉弭邊患。明廷遂從石星建議，留兵三千暫駐朝鮮，餘軍撤退歸國。
万历二十二年（1594年）顾养谦被召回兵部管事，本年改任河道侍郎、兼右都御史，二十三年批准养病。二十四年九月起任都察院右都御史、兼兵部左侍郎、协理京营戎政，二十五年准在籍养病，萬曆三十二年（1604年）過世。三十四年九月贈兵部尚書，諡襄敏。
李贄與顧養謙有往來，李贄任姚安知府期间，顾氏任洱海道事，两人交往相得，情谊颇深。李贄給焦竑等人的書信中，都提到顧養謙。

## 著作
著有《沖庵撫遼奏議》二十卷、《督撫奏議》八卷等。

## 家族
曾祖父顧能，義官；祖父顧祖山，義官；父顧瑤，監生。前母钱氏，贈安人；母單氏，封太安人。兄养恒（监生）、弟养履、养观、养巽、养曾、养豫。